# Wilhelm Antrup
Wilhelm Antrup (* 1. Februar 1910 in Leeden/Westfalen; † 24. November 1984 in Neubiberg) war ein Offizier und Flugzeugführer in der Luftwaffe der Wehrmacht und später der Luftwaffe der Bundeswehr. Er ging als Brigadegeneral in den Ruhestand.

## Leben
Antrup studierte an der Technischen Hochschule Danzig und war seit 1932 Mitglied der Burschenschaft Germania Danzig (seit 1950 Danziger Burschenschaft Alemannia zu Aachen). Er trat 1934 in die Deutsche Verkehrsfliegerschule in Cottbus ein, bevor er 1935 zur neu entstandenen Luftwaffe wechselte. Nach seiner Ausbildung zum Flugzeugführer kam er zum Kampfgeschwader 155. In den Jahren 1937 bis 1938 nahm er mit der Legion Condor als Kurierflieger am Spanischen Bürgerkrieg teil. Ab 1939 war er, als Oberleutnant und Technischer Offizier, im Stab des Kampfgeschwaders 55 eingesetzt. Am 27. Oktober 1940 erfolgte die Beförderung zum Hauptmann und Ernennung zum Staffelkapitän der 5. Staffel des Kampfgeschwaders 55. Zu dieser Zeit befand sich das Geschwader gerade im deutschbesetzten Nordfrankreich und nahm an der Luftschlacht um England teil. Ab Juni 1941 war seine Staffel im Deutsch-Sowjetischen Krieg im Südabschnitt der Ostfront eingesetzt. Am 2. Januar 1942 erhielt er das Deutsche Kreuz in Gold. Zum 1. Oktober 1942 wurde er zum Major befördert und erhielt am 22. November 1942 das Ritterkreuz des Eisernen Kreuzes. Ab 1. April 1943 übernahm er übergangsweise und ab 6. Mai 1943 als Gruppenkommandeur die III. Gruppe des Kampfgeschwaders 55. Zu dieser Zeit lag sie im Südabschnitt der Ostfront und bereitete sich auf das Unternehmen Zitadelle vor. Am 8. August 1943 übernahm Antrup das Amt des Kommodore des Kampfgeschwaders 55, bevor am 1. Juni 1944 die Beförderung zum Oberstleutnant folgte. In der Nacht vom 21. zum 22. Juni 1944 führte er neben seinem eigenen Geschwader noch Teile der Kampfgeschwader 4, 27 und 53 und griff den Flugplatz Poltawa in der Ukraine an. Dort lagen, aufgrund der Operation Frantic, 114 US-amerikanische B-17 Bomber, von denen 43 am Boden zerstört und weitere 23 beschädigt wurden. Unter anderem bekam er, für die Führung dieses Angriffs und für über 500 durchgeführte Feindflüge, am 18. November 1944 das Eichenlaub zum Ritterkreuz. Zum 1. Oktober 1944 gab er die Führung des Geschwaders ab.
Im Jahre 1956 trat er als Oberst in die Luftwaffe der Bundeswehr ein und wurde Leiter der Technischen Schule der Luftwaffe 1. Am 1. Dezember 1956 wechselte er in gleicher Funktion zur Technischen Schule der Luftwaffe 3. In dieser Funktion wurde er am 31. März 1968 Brigadegeneral und ging später in den Ruhestand. Anschließend war er Berater bei der Elektronikfirma Fritz Helige in Freiburg im Breisgau und beim US-amerikanischen Rüstungsunternehmen Litton Industries.